# Diopsiulus ceylonicus
Diopsiulus ceylonicus är en mångfotingart som först beskrevs av Pocock 1892.  Diopsiulus ceylonicus ingår i släktet Diopsiulus och familjen Stemmiulidae. Inga underarter finns listade i Catalogue of Life.